# Stazione di Hirakatashi
La stazione di Hirakatashi (枚方市駅?, Hirakatashi-eki) è la principale stazione ferroviaria della città di Hirakata nella prefettura di Osaka, in Giappone. La stazione, appartenente alle Ferrovie Keihan è servita dalla linea principale Keihan e dalla linea Keihan Katano della quale è capolinea, ed è dotata di 4 binari passanti e due tronchi su viadotto.

## Linee e servizi

### Treni
Ferrovie Keihan
● Linea principale Keihan
● Linea Keihan Katano

## Struttura
La stazione è costituita tre marciapiedi a isola con quattro binari passanti e due tronchi su viadotto.
| 1-2 | ● Linea principale Keihan | per Chūshojima, Sanjō e Demachiyanagi                                                           |
| 3-4 | ● Linea principale Keihan | per Moriguchishi, Kyōbashi, Yodoyabashi o Nakanoshima (linea Nakanoshima)                       |
| 5   | ● Linea Keihan Katano     | per Katanoshi e Kisaichi                                                                        |
| 5   | ● Linea principale Keihan | per Moriguchishi, Kyōbashi, Yodoyabashi o Nakanoshima (alcuni treni che partono da Hirakatashi) |
| 6   | ● Linea Keihan Katano     | per Katanoshi e Kisaichi                                                                        |

## Stazioni adiacenti
| «                       | Servizio                                                   | »                       |
| Linea principale Keihan | Linea principale Keihan                                    | Linea principale Keihan |
| ----------------------- | ---------------------------------------------------------- | ----------------------- |
| Hirakatakōen            | Locale Semiespresso Subespresso Subespresso pendolari      | Gotenyama               |
| Hirakatakōen            | Espresso                                                   | Kuzuha                  |
| Kōrien                  | Midnight Express Espresso Rapido Espresso Rapido pendolari | Kuzuha                  |
| Kōrien                  | Espresso Limitato                                          | Kuzuha                  |
| Linea Keihan Katano     |                                                            |                         |
| Capolinea               | Locale                                                     | Miyanosaka              |